# Anschwärzung
Anschwärzung bezeichnet in der deutschen Rechtsprechung eine Fallgruppe des unlauteren Handelns im geschäftlichen Verkehr (§ 4 Nr. 2 Gesetz gegen den unlauteren Wettbewerb (UWG)). Die Vorschrift untersagt im Zusammenwirken mit der Generalklausel des § 3 Abs. 1 UWG „Unlauter handelt insbesondere, wer … über die Waren, Dienstleistungen oder das Unternehmen eines Mitbewerbers oder über den Unternehmer oder ein Mitglied der Unternehmensleitung Tatsachen behauptet oder verbreitet, die geeignet sind, den Betrieb des Unternehmens oder den Kredit des Unternehmers zu schädigen, sofern die Tatsachen nicht erweislich wahr sind; handelt es sich um vertrauliche Mitteilungen und hat der Mitteilende oder der Empfänger der Mitteilung an ihr ein berechtigtes Interesse, so ist die Handlung nur dann unlauter, wenn die Tatsachen der Wahrheit zuwider behauptet oder verbreitet wurden“ (UWG).

## Geschichte und internationaler Zusammenhang
Die Kreditschädigung und „üble Nachrede“ über das Geschäft von Mitbewerbern ist in der Tradition des deutschen Lauterkeitsrechts bereits lange unter der anschaulichen, gleichwohl nie vom Gesetzgeber verwendeten  Bezeichnung Anschwärzung bekannt und untersagt. Der entsprechende Tatbestand hielt dann mit der Novelle von 1909 in § 14 Abs. 1 UWG a.F. Einzug in das Gesetz gegen den unlauteren Wettbewerb (UWG). Mit der UWG-Reform von 2004 wurde der Tatbestand im Grunde unverändert an der heutigen Stelle geregelt und auch durch die UWG-Reform von 2008 nicht wesentlich berührt.
Der „Anschwärzungstatbestand“ ist keine Besonderheit des deutschen Lauterkeitsrechts. Vergleichbare Regelungen existieren in vielen europäischen Rechtsordnungen. Die Möglichkeit einer europäischen Harmonisierung dieses Tatbestandes wird allerdings zumindest in der deutschen juristischen Fachliteratur skeptisch eingeschätzt.

## Tatbestand
Der Tatbestand schützt die „individuelle Geschäftsehre“ der Mitbewerber (§ 2 Nr. 3 UWG) gegen die Behauptung von unwahren Tatsachen über Gegenstände ihres Unternehmens oder die Person des Unternehmers oder der Unternehmensleitung durch andere Wettbewerber. Unter Tatsachen sind hier – wie allgemein im deutschen Recht – alle Umstände zu verstehen, die mit Mitteln des Prozessrechts beweisbar sind. Nicht erfasst werden durch den Tatbestand somit reine Werturteile oder Meinungsäußerungen, die teilweise von § 4 Nr. 7 UWG erfasst werden. Diese Umstände müssen weiterhin geeignet sein, in qualifizierter Weise das Ansehen des Mitbewerbers zu schädigen, etwa hinsichtlich seines Kredits am Markt. Die Äußerung ist nicht unlauter, wenn sie erweislich wahr ist oder wenn sie vertraulich – im Sinne einer Geheimhaltung – geäußert wurde und hieran ein berechtigtes Interesse besteht. Die wissentliche Mitteilung unwahrer Tatsachen wird insoweit aber nicht privilegiert.
Ein anschauliches Beispiel für eine unlautere Anschwärzungshandlung ist etwa die Behauptung eines Mitbewerbers gegenüber einem Dritten, dass der angeschwärzte Mitbewerber nicht existiere und daher nicht leisten könne.

## Rechtsfolgen
Dem Betroffenen stehen Unterlassungs- und Beseitigungsansprüche nach § 8 UWG sowie Schadensersatzansprüche nach § 9 UWG zu Gebote. Entgegen § 8 Abs. 3 UWG ist davon auszugehen, dass diese Ansprüche nur durch den Betroffenen und nicht durch entsprechend qualifizierte Verbände geltend gemacht werden können. Denn der Betroffene muss selbst darüber entscheiden können, ob er einen Schutz seiner individuellen Geschäftsehre verfolgt oder nicht.